# Cucullia chamomillae
Cucullia chamomillae là một loài bướm đêm thuộc họ Noctuidae. Nó được tìm thấy ở Trung Âu, Nam Âu, Cận Đông và Bắc Phi.
Sải cánh dài 40–42 mm. Chiều dài cánh trước là 19–23 mm. Con trưởng thành bay từ tháng 4 đến tháng 6 tùy theo địa điểm.
Ấu trùng ăn Chamomile, especially Matricaria perforata.

## Hình ảnh

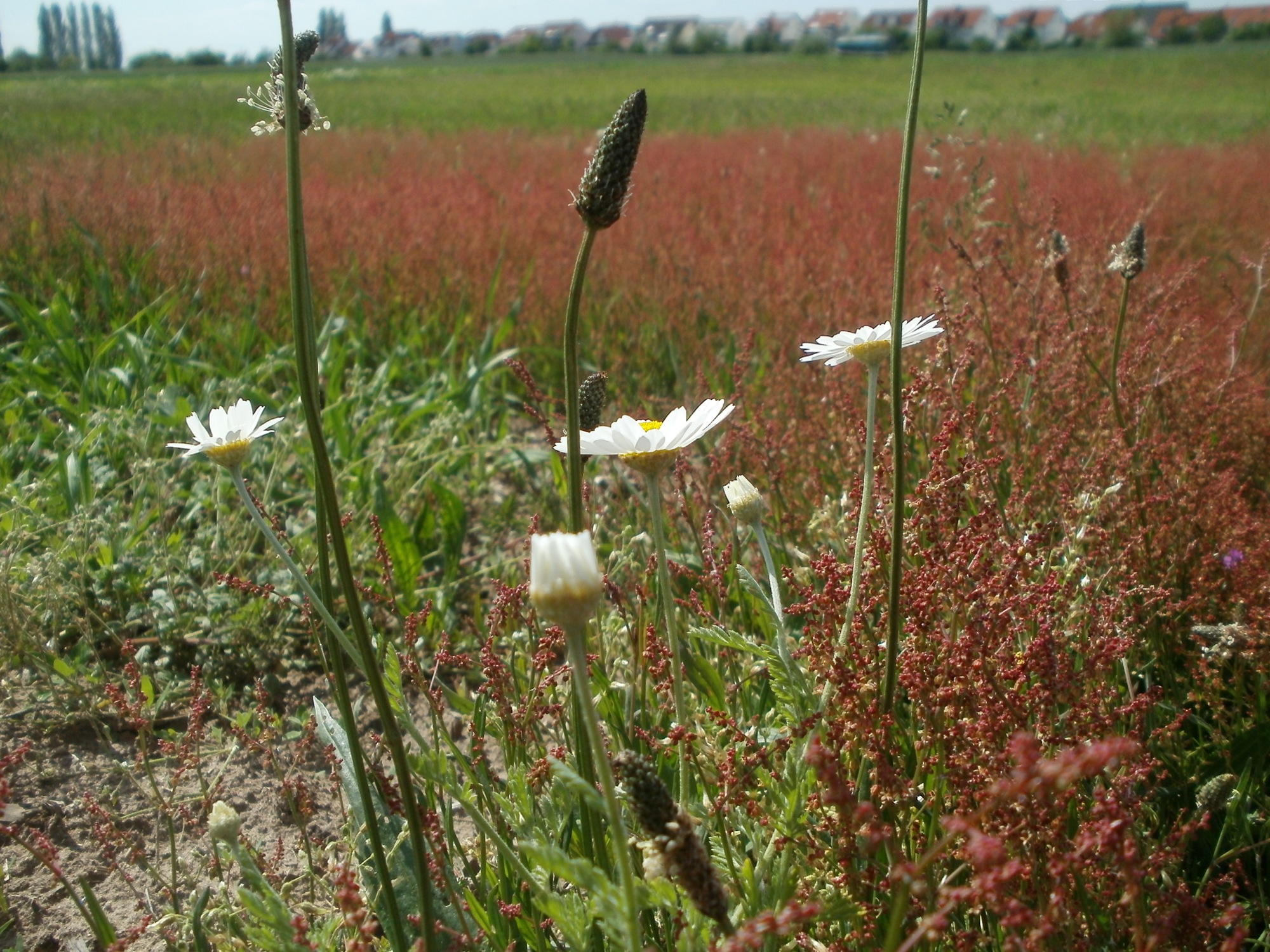
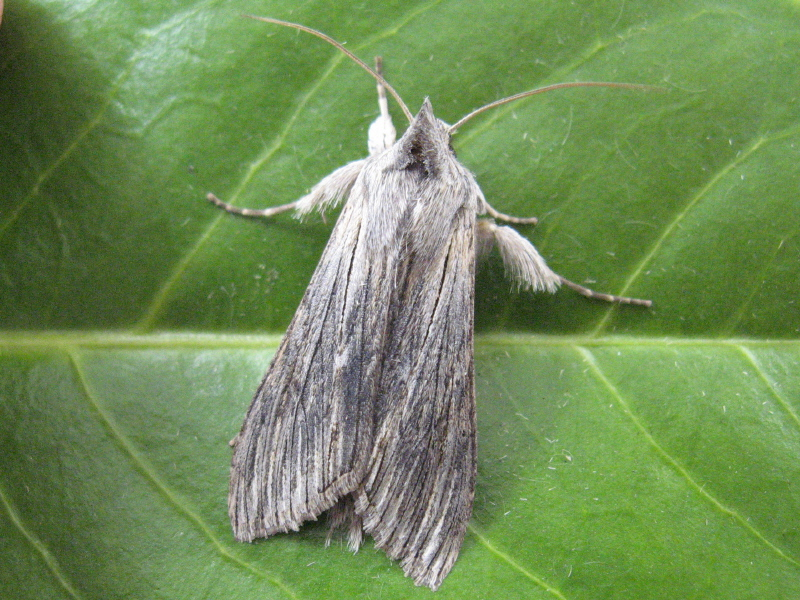
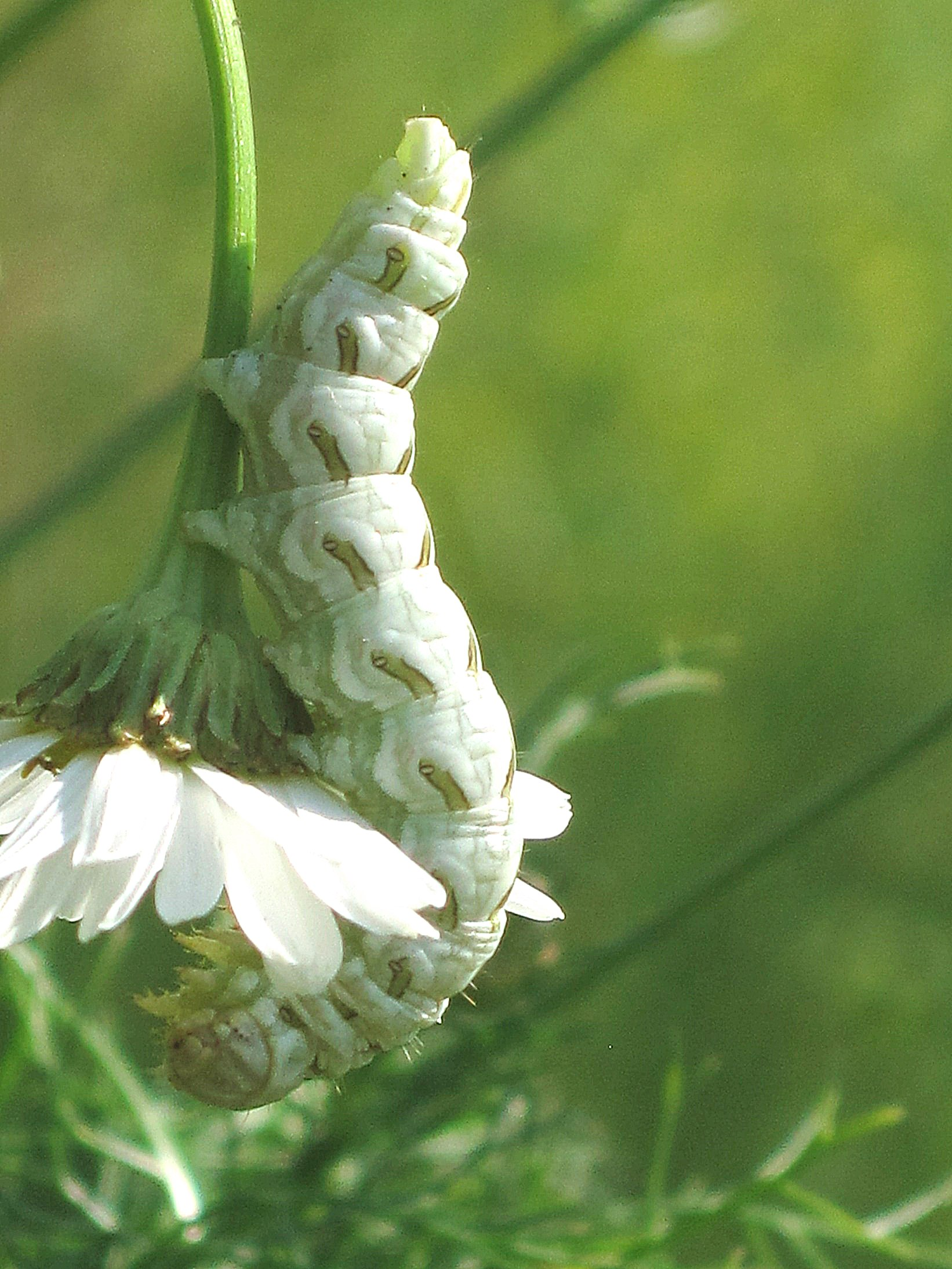
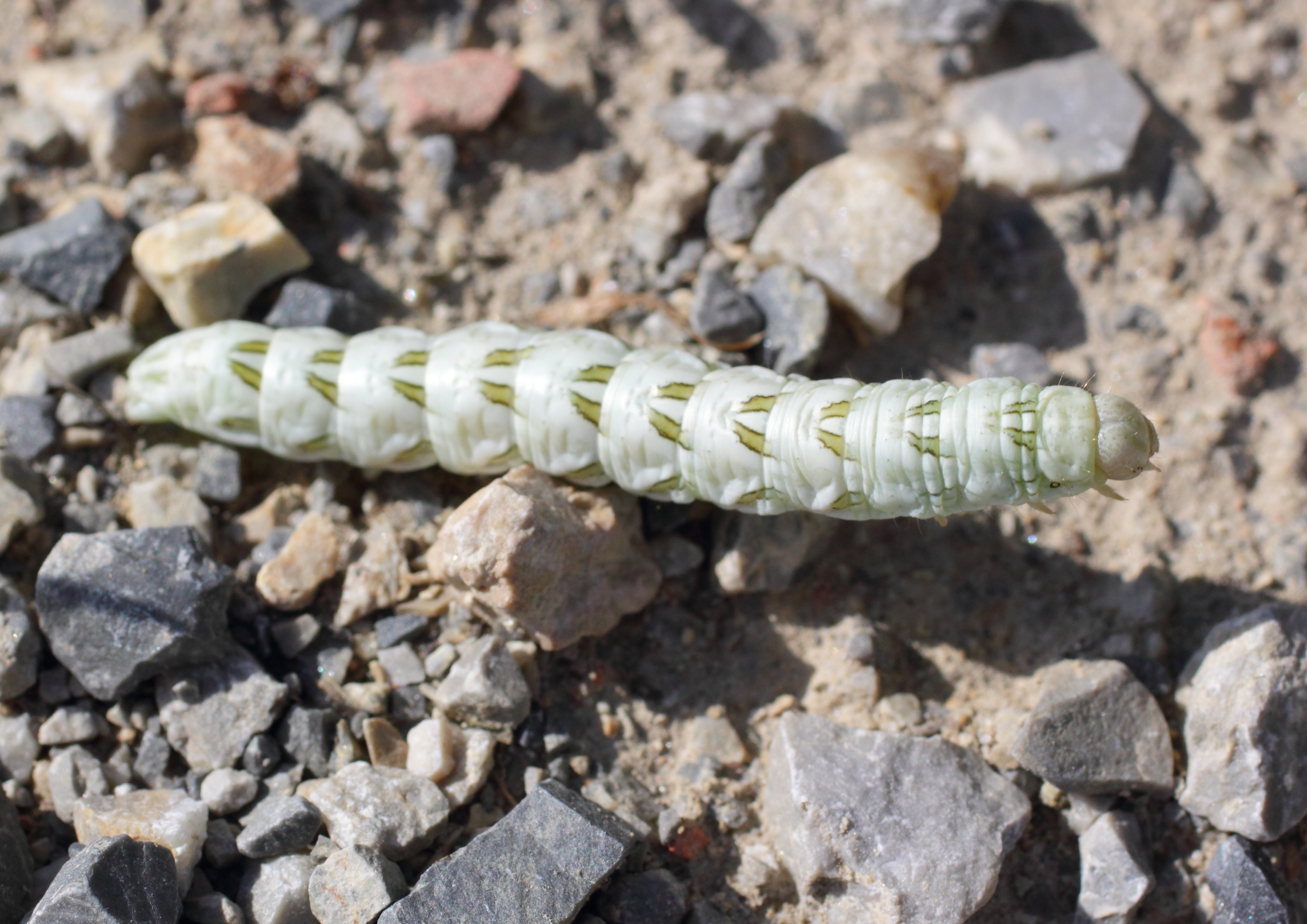